# تپه کوچک دولت‌آباد
تپه کوچک دولت‌آباد مربوط به دوره مس و سنگ است و در شهرستان صحنه، بخش مرکزی، روستای دولت‌آباد واقع شده و این اثر در تاریخ ۳۰ تیر ۱۳۸۴ با شمارهٔ ثبت ۱۲۱۹۸ به‌عنوان یکی از آثار ملی ایران به ثبت رسیده است.